# Lijst van Belgische deelnemers aan de Paralympische Winterspelen 1976
Deze lijst van Belgische deelnemers aan de Paralympische Winterspelen 1976 in Örnsköldsvik. geeft een overzicht van de sporters die zich hebben gekwalificeerd voor de Spelen.
| Paralympiër           | Sport      | Onderdeel                        | Ervaring |
| --------------------- | ---------- | -------------------------------- | -------- |
| Andre van den Bussche | Langlaufen | 3x10 km Klase A-B 10 km Klasse A | Debutant |
| Julien van Herreweghe | Langlaufen | 10 km Klasse A                   | Debutant |
| Lucien van Rennebog   | Langlaufen | 10 km Klasse A                   | Debutant |
| Remi Standaert        | Langlaufen | 3x10 km Klase A-B 10 km Klasse B | Debutant |
| Roger Hendrickx       | Langlaufen | 3x10 km Klase A-B 10 km Klasse B | Debutant |